# Ander Murillo
Pour les articles homonymes, voir Murillo.
Ander Murillo García est un footballeur espagnol né le 22 juillet 1983 à Saint-Sébastien qui joue a l'AEK Larnaca.

## Palmarès
AEK Larnaca
- Championnat de Chypre :
  - Vice-Champion : 2017
- Coupe de Chypre :
  - vainqueur : 2018